# America the Beautiful

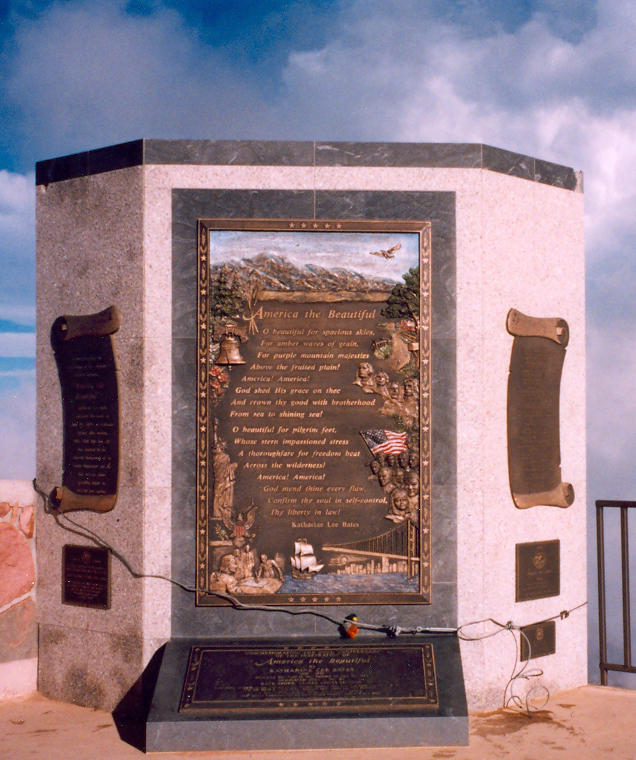
Gedenktafel am Pikes Peak

America the Beautiful (Amerika, die Wunderschöne) ist ein US-amerikanisches patriotisches Lied. Der Text stammt von Katharine Lee Bates. Die Musik wurde von dem Kirchenorganisten und Chorleiter Samuel A. Ward komponiert. Ursprünglich wurde das Lied, das zum ersten Mal in der Kirchenzeitschrift The Congregationalist in der Ausgabe vom 4. Juli 1895 abgedruckt wurde, als Gedicht verfasst. Zu diesem Zeitpunkt trug es noch den Titel America. Nach der Vertonung des Gedichttextes zur Musik von Ward wurde das Lied erstmals unter dem Titel America the Beautiful 1910 veröffentlicht. Das Lied ist eines der beliebtesten patriotischen Lieder der Vereinigten Staaten von Amerika und gilt – wie auch God Bless America – neben dem offiziellen The Star-Spangled Banner als inoffizielle Nationalhymne.

## Geschichte
1893 reiste die damals 33 Jahre alte Englischprofessorin Katharine Lee Bates nach Colorado Springs, um dort für einen Sommer am Colorado College zu unterrichten. Während ihrer Reise wurde sie von vielen Sehenswürdigkeiten inspiriert, die sie später in ihrem Gedicht verarbeitete. Eine dieser Sehenswürdigkeiten war die „White City“ auf der „World’s Columbian Exposition“ (die vom 1. Mai bis zum 30. Oktober 1893 in Chicago veranstaltete Weltausstellung), die als Symbol für Zivilisation und städteplanerische Ordnung konzipiert worden war und sich als direkter Gegenentwurf zu den unzähligen Elendsquartieren verstand.
Zwei Jahre später wurde das Gedicht zur Feier des Unabhängigkeitstages von der Zeitung The Congregationalist veröffentlicht.
Die Melodie von Ward entstand 1882, der Legende nach, als er auf einer Fähre von Coney Island zurück nach Newark fuhr, wo er lebte und als Organist der Grace Church tätig war. Die von ihm komponierte Hymne trägt den Namen Materna und wurde ursprünglich nicht für das Gedicht komponiert. Ward starb 1903 in Newark und konnte die Veröffentlichung von America the Beautiful nicht mehr miterleben.
Es gab diverse Bestrebungen, dieses Lied neben The Star-Spangled Banner entweder als zweite offizielle Nationalhymne zu bestätigen oder die Hymne sogar komplett zu ersetzen. Allerdings blieben diese Bemühungen bis jetzt ohne Erfolg. Nach den Anschlägen vom 11. September 2001 stieg die Popularität dieses Lieds erneut. So wurde es etwa im Rahmen diverser Sportveranstaltungen immer wieder neben der offiziellen Nationalhymne gespielt.
Das Lied wurde im Laufe der Geschichte von zahlreichen bekannten Künstlern vorgetragen, darunter Frank Sinatra, Elvis Presley, Ray Charles, Mariah Carey und Alicia Keys. 1968 verwendete Johnny Cash die Melodie mit einem neuen, im Sprechgesang vorgetragenen Text als Titelsong seines Albums From Sea to Shining Sea. Bei der Inauguration von Barack Obama 2008 sang Beyoncé den Song.

## Super Bowl 2014
2014 wurde während des Super Bowl eine Werbung der Firma Coca-Cola gezeigt, in der Menschen unterschiedlicher kulturell-ethnischer Herkunft, darunter eine Frau mit Kopftuch, einzelne Strophen von America the Beautiful in ihren jeweiligen Muttersprachen sangen. Dies löste in den USA eine heftige Kontroverse aus; vor allem dem politisch rechten Spektrum zuzurechnende US-Amerikaner nahmen Anstoß daran, dass das Lied nicht durchgängig in seiner Originalsprache Englisch gesungen wurde. Es kam zu Boykottaufrufen gegen die Firma Coca-Cola. Konservative Meinungsführer wie Allen West, Glenn Beck oder Laura Ingraham gaben ihrer Empörung öffentlich Ausdruck.

## Text
O beautiful, for spacious skies,

For amber waves of grain,

For purple mountain majesties

Above the fruited plain!

America! America! God shed His grace on thee,

And crown thy good with brotherhood, from sea to shining sea.

O beautiful, for pilgrim feet

Whose stern, impassioned stress

A thoroughfare for freedom beat

Across the wilderness!

America! America! God mend thine ev’ry flaw;

Confirm thy soul in self control, thy liberty in law!

O beautiful, for heroes proved

In liberating strife,

Who more than self their country loved

And mercy more than life!

America! America! May God thy gold refine,

Till all success be nobleness, and ev’ry gain divine!

O beautiful, for patriot dream

That sees beyond the years,

Thine alabaster cities gleam

Undimmed by human tears!

America! America! God shed His grace on thee,

And crown thy good with brotherhood, from sea to shining sea!